# Technisches Verwaltungsgebäude der Hoechst AG

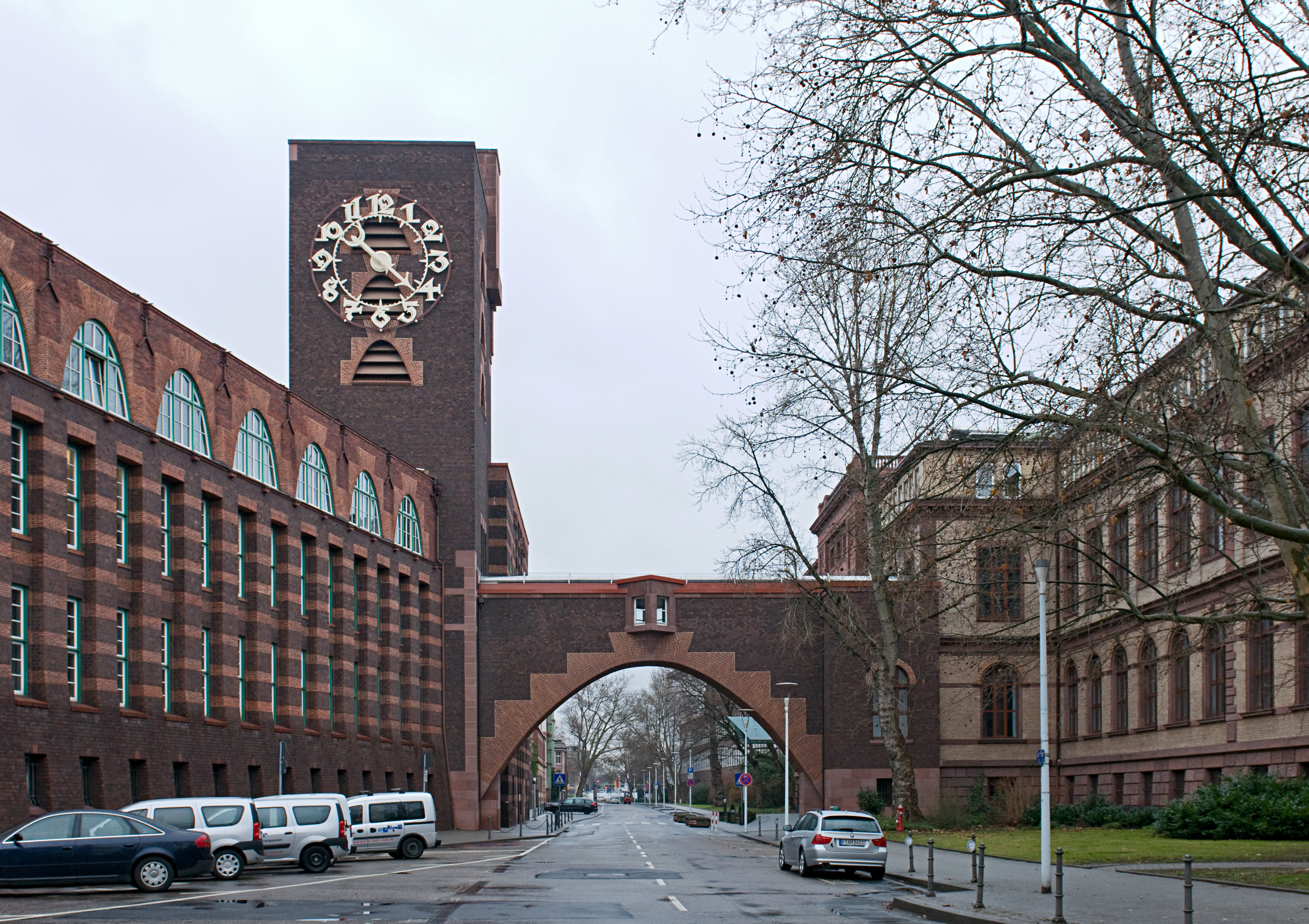
Blick von Westen auf den Behrensbau mit Brücke und Turm

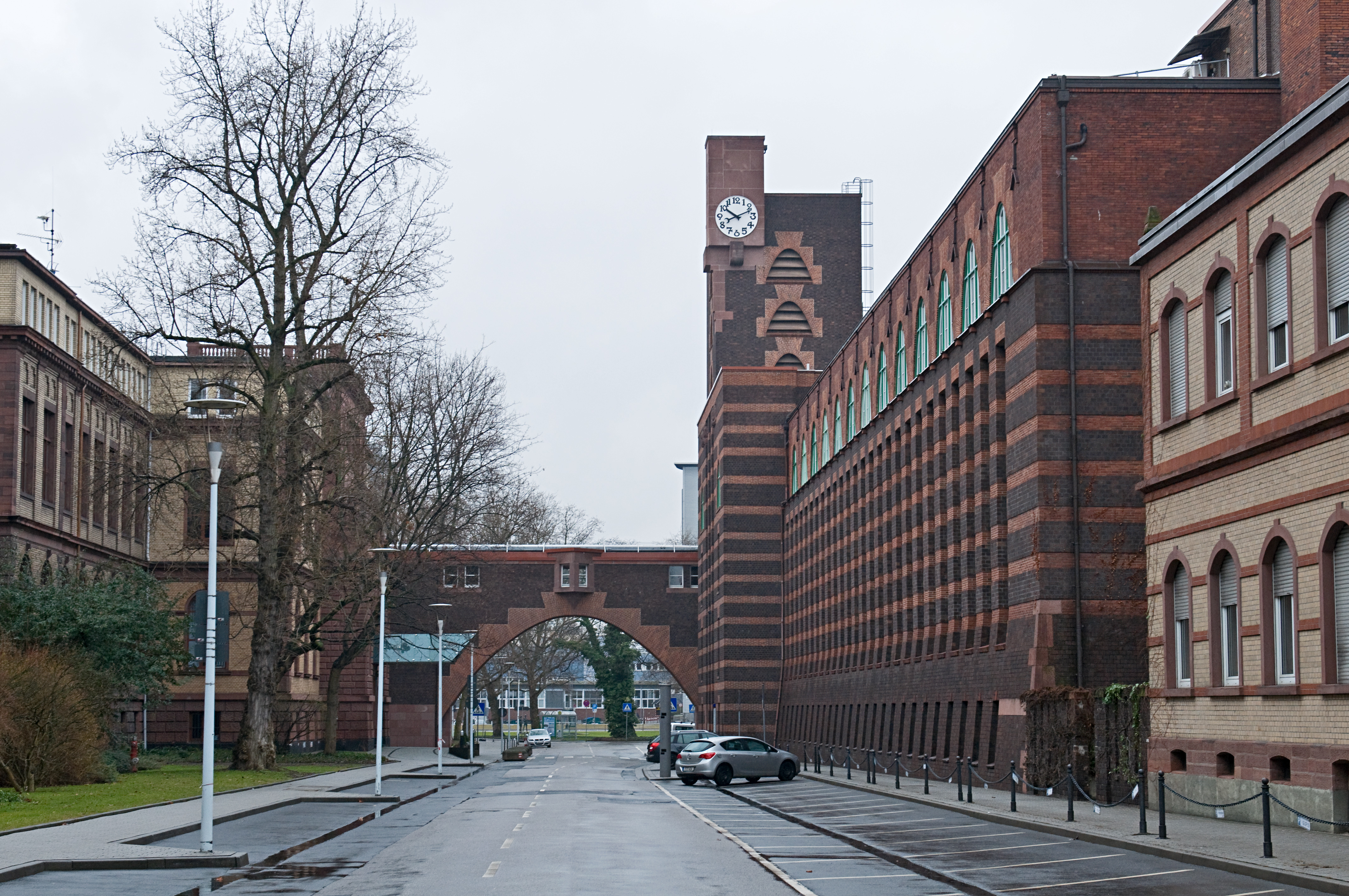
Blick von Osten auf das Vorstandsgebäude und den Behrensbau mit Brücke und Turm

Brücke und Turm: Hoechst-Logo von 1947 bis 1997

Das Technische Verwaltungsgebäude der Hoechst AG ist ein expressionistisches Bürogebäude des Architekten Peter Behrens auf dem Gelände der früheren Hoechst AG in Frankfurt-Höchst. Es wurde zwischen 1920 und 1924 errichtet. Vom Betreiber des heutigen Industrieparks Höchst wird es seit dem Zusammenschluss der Hoechst AG mit anderen Unternehmen und der damit einhergehenden Aufgabe des traditionellen Firmennamens als Peter-Behrens-Bau bezeichnet. Weltweite Bekanntheit erlangte ein Teil des Bauwerks in stilisierter Form als Firmenlogo Turm und Brücke der Hoechst AG (1947–1997).
Der unter Denkmalschutz stehende Gebäudekomplex teilt sich in zwei dreigeschossige Verwaltungsflügel und einen repräsentativen Eingangsbereich mit dem markanten Turm und der Brücke, die das Gebäude mit dem früheren Hauptcomptoir verbindet. Für die Öffentlichkeit ist es nur zu bestimmten Besuchsterminen zugänglich, da es sich auf dem abgesperrten Gelände des Industrieparks Höchst befindet. Wegen seiner Bedeutung für die Industriekultur ist es Teil der Route der Industriekultur Rhein-Main.
Das Gebäude wurde im September 2008 vom Frankfurter Denkmalbeirat zum Denkmal des Jahres in Frankfurt am Main erklärt.

## Geschichte

### 1920 bis 1924 – Planung und Bau
Im Juni 1920 beschloss der Vorstand der Farbwerke Hoechst unter Generaldirektor Adolf Haeuser, die bis dahin über das ganze Werk Höchst verstreuten Technischen Abteilungen in einem repräsentativen Neubau an der Alten Mainzer Landstraße (heute Brüningstraße) im Westen der damals noch selbständigen Stadt Höchst am Main zusammenzuführen. Die Fassade des neuen Verwaltungsgebäudes sollte wenigstens 150 Meter lang werden. Hierfür wurde ein Grundstück gegenüber dem damaligen Hauptcomptoir, dem 1892 entstandenen Vorstandsgebäude, ausgewählt. Am 21. August erging die Anfrage an den Berliner Architekten Peter Behrens, der umgehend erste Entwürfe erstellte, so dass bereits am 14. September der Vertrag über den Technischen Büro-Neubau der Farbwerke vorm. Meister, Lucius & Brüning in Höchst am Main abgeschlossen werden konnte. Am 31. Dezember 1920 stellte die Bauabteilung der Farbwerke den Konzessionsantrag, und im Januar begann der Abriss der älteren Gebäude auf dem Baugrundstück. Bereits Ende 1921 war der Rohbau weitgehend fertiggestellt, danach verzögerte sich der weitere Ausbau des Gebäudes. Vor allem der Mangel an Baumaterial in den Inflationsjahren und die Besetzung des Werkes Höchst durch französische Truppen am 5. Mai 1923 ließen die Bauarbeiten zeitweise ganz zum Erliegen kommen, Erst im April 1924 nach der Einführung der Rentenmark wurden sie fortgesetzt. Am 6. Juni 1924 fand die feierliche Eröffnung des monumentalen Bürogebäudes statt.

### 1925 bis 1945 – I.G. Farben
Das neue Gebäude verlor allerdings schon bald an Bedeutung, weil sich am 12. November 1925 die Farbwerke mit anderen Chemieunternehmen zur I.G. Farbenindustrie AG zusammenschlossen. 1930 zog die Verwaltung des damals viertgrößten Unternehmens der Welt in das durch Hans Poelzig errichtete neue I.G.-Farben-Haus im Frankfurter Westend. Das Werk Höchst verlor in den folgenden Jahren zunehmend an Bedeutung. In den 1930er Jahren kam es deshalb zu zahlreichen Umbauten im Innern des Gebäudes. So wurden die Seitenschiffe der großen Ausstellungshalle im Erdgeschoss zur Telefonzentrale des Werkes und zu Lagerräumen umgebaut. Die großen Sitzungszimmer im ersten und zweiten Stock, den sogenannten Marmorsaal, unterteilte man in jeweils drei Büros.
Der Zweite Weltkrieg ließ das Werk Höchst weitgehend unbeschädigt. Nur am 29. Juni 1940 schlugen bei einem Luftangriff einige Sprengbomben auf dem Gelände ein, von denen eine den Hörsaal im Norden des Gebäudes verwüstete. Er wurde noch während des Krieges in vereinfachter Form wiederhergerichtet und 1951 im Stil der 1950er Jahre renoviert.

### Nach dem Zweiten Weltkrieg

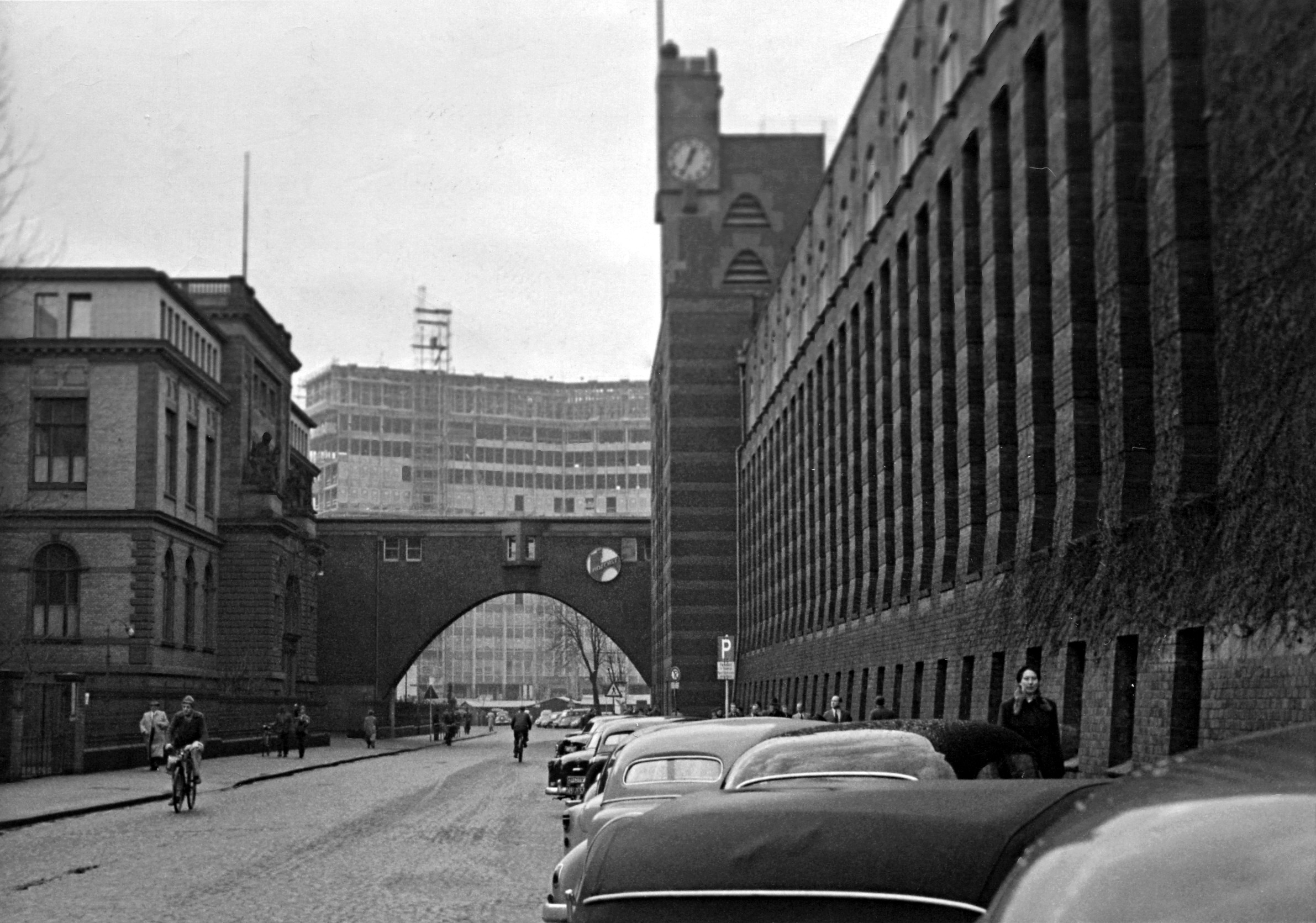
Technisches Verwaltungsgebäude Mitte der 1950er Jahre

Im Juni 1952 wurde die I.G. Farben aus der alliierten Kontrolle entlassen. Das Unternehmen ging in Liquidation und wurde in elf Nachfolgeunternehmen aufgeteilt, darunter die Farbwerke Hoechst AG. 1954 wurde die anliegende Brüningstraße für den öffentlichen Verkehr gesperrt.
1965 erhielten alle Gebäude im Werk Höchst neue Bezeichnungen nach einem einheitlichen Schema. Seitdem wird der Behrensbau als Gebäude C 770 bezeichnet, das gegenüberliegende Vorstandsgebäude als D 706. Der Behrensbau wurde Sitz der Personalabteilung.

### Infraserv
1994 begann der Umbau der Hoechst AG zu einer Holding. Seit 1. Januar 1998 gehört der Behrensbau der Infraserv GmbH & Co. Höchst KG, die als Betreibergesellschaft des Industrieparks Höchst aus der Hoechst AG ausgegliedert wurde. 1998 begann eine umfassende Restaurierung des Behrensbaus. Dabei wurde die Fassade gereinigt und ausgebessert, sämtliche Fenster und die gesamte Haustechnik erneuert. Während die Büroräume weitgehend an die modernen Bedürfnisse angepasst wurden, entsprechen die Fußböden, Gänge, Galerien und Innenhöfe heute wieder weitgehend dem Originalzustand. 2002 war die Restaurierung weitgehend abgeschlossen. 2005 wurde der Hörsaal modernisiert und der Marmorsaal im zweiten Stock renoviert, wobei die hinter hölzernen Verkleidungen verschwundene originale Bausubstanz weitgehend freigelegt wurde. Die durch Umbauten stark veränderte Ausstellungshalle wurde 2007 renoviert und der Originalzustand so weit wie möglich wiederhergestellt.
Der Behrensbau ist heute Sitz der Unternehmensleitung von Infraserv Höchst und der Hoechster Pensionskasse. Das Gebäude ist für die Öffentlichkeit nicht zugänglich, kann aber regelmäßig im Rahmen von besonderen Besucherführungen besichtigt werden.

## Baubeschreibung

### Grundlagen
Das Gebäude ist dem Backsteinexpressionismus zuzuordnen, was sich sowohl in der äußeren und inneren Architektur als auch in Details erkennen lässt. Zentrale Motive sind die Farbigkeit, die auf den Bauherrn hinweisen, und Kristallmotive, die sich als Ornamente in den Beleuchtungsmitteln wie Fenster und Lampen erkennen lassen. Außerdem werden in den Buntglasfenstern die Gemälde der Künstlergruppe De Stijl zitiert. Peter Behrens, der zum Bauzeitpunkt schon große Erfahrung bei Industrie- und Verwaltungsbauten hatte, wollte in seinem Werk aber auch die nach dem Ersten Weltkrieg hohe Bedeutung des Handwerks und der Arbeit erkennen lassen. Dazu ließ er viele Bauteile wie Türgriffe, Geländer oder einzelne Fenster von Hand fertigen.

### Fassadengestaltung
Aus Kostengründen und im Kontrast zu dem gegenüberliegenden historisierenden Vorstandsgebäude wurde das Technische Verwaltungsgebäude komplett in Backstein ausgeführt. Eine monotone Fassade des 185 Meter langen Gebäudekomplexes vermied Behrens dadurch, dass er verschiedenfarbige Ziegel verwendete und das langgestreckte Gebäude in drei Bauabschnitte gliederte.
Die beiden Bürotrakte, die durch den Straßenverlauf bedingt stumpfwinklig in einem Eingangsbauwerk zusammenlaufen, erhielten einen festungswallartigen Sockel, der sich nach oben hin verjüngt. Die Fenster im Sockel fallen dabei quadratisch und verhältnismäßig klein aus. In den zwei darüber liegenden Stockwerken gruppierte er die hohen Fenster untereinander, indem er eine Kannelur aus zurückgesetztem helleren Mauerwerk erzeugte. Diese vertikale Dominanz wird durch einzelne horizontale Friese aus hellem Mauerwerk gebrochen. Die obersten Stockwerke sind zurückgesetzt gebaut und verfügen als prägendes Element über parabelförmige Fenster, die an gotische Spitzbögen erinnern.

### Brücke, Turm und Mittelteil
Brücke und Turm sind die beiden prägenden Elemente des Gesamtkomplexes. Der Mittelteil beinhaltet den Haupteingang und das Haupttreppenhaus des Gebäudes. Die Fassade ähnelt der der Verwaltungstrakte, ist aber mehr vertikal betont. Während diese mit Parabelfenstern abschließen, findet sich im Mittelteil eine dritte schmale Fensterspalte. Der Turm überragt diesen Mittelteil nochmals. Im oberen Bereich befinden sich die Schallöffnungen des Glockenspiels und eine Uhr. Trotz vorhandener Glocken wurde das Glockenspiel aus Kostengründen nie vollendet. Ursprünglich sollte es den Arbeitern der Farbwerke mit Klängen aus Richard Wagners Lohengrin den Schichtwechsel signalisieren. Vom Turm zum 1892 erbauten Vorstandsgebäude spannt sich über die Brüningstraße eine gemauerte Bogenbrücke, die das Parabelmotiv der oberen Bürofenster aufgreift.

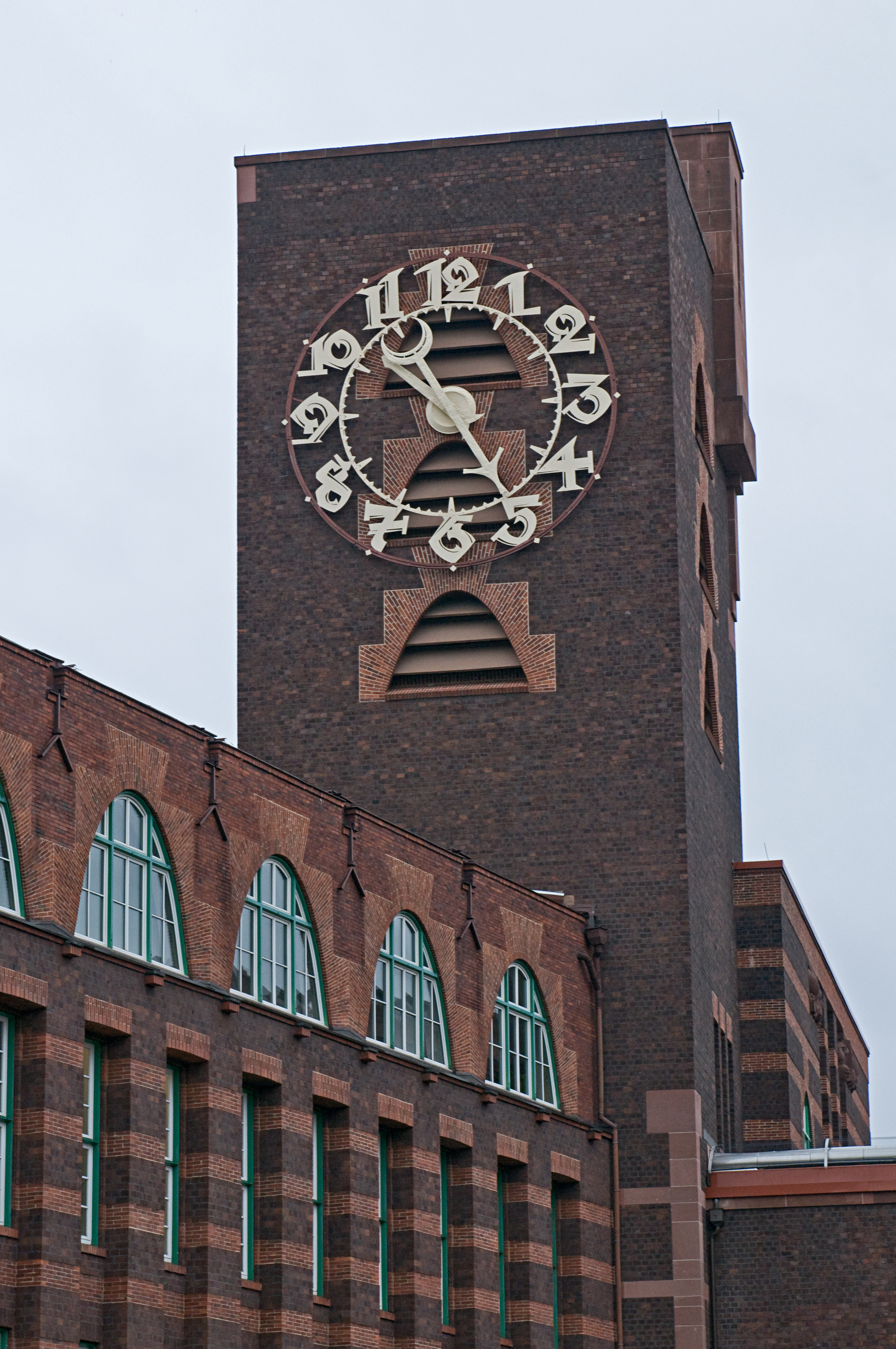
Turm des Behrensbaus mit der charakteristischen Uhr
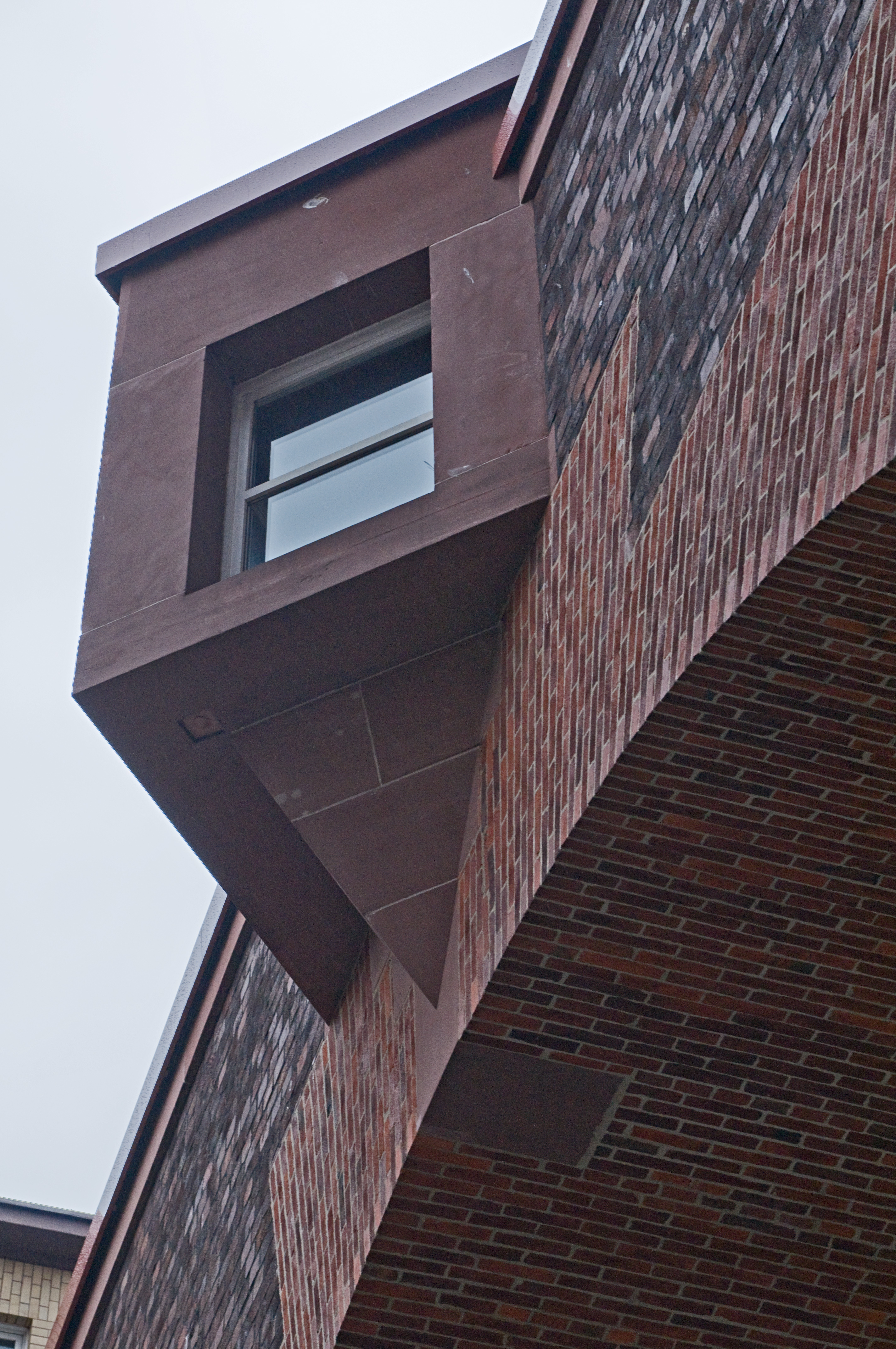
Architektonisches Detail an der Brücke

Der Haupteingang im repräsentativen Mittelbau ist sehr zurückhaltend gestaltet. Die drei Türen befinden sich in den zurückgesetzten Fensterspalten. Über dem Eingang befinden sich zwei in Stein gemeißelte Löwen, die das Firmenwappen von Meister, Lucius & Brüning, dem Unternehmen, aus dem die Farbwerke hervorgingen, darstellen.

### Innenarchitektur

#### Eingang, Haupthalle, Ausstellung und Treppenhaus
Verglichen mit einer Kreuzbasilika bildet die Haupthalle das Langschiff, das mit dem Eingang über ein Querschiff verbunden ist. Das Querschiff, also der Gang von den drei Eingangstüren in die Halle, ist sehr niedrig und dunkel und bildet somit einen Kontrast zur imposanten Haupthalle.
Die Halle nimmt die gesamte Höhe des Mittelbauwerks ein und wird durch große Fenster an der Decke beleuchtet. Die Höhe von etwa 15 Metern wird durch mehrere architektonische Hilfsmittel optisch gestreckt. Die umlaufenden Gänge der einzelnen Stockwerke werden nach oben hin niedriger und die Fenster werden schmaler. Das einzige Ornament in dieser Halle ist das nackte Mauerwerk der Säulen, die oben die achteckigen Deckenfenster umrahmen und sich nach unten verjüngen. Eine abwechselnde Farbgestaltung wirkt der Massivität des oberen sehr breiten Mauerwerks entgegen: Die untersten Klinker sind grün, dann folgt blau, rot, violett, orange und schließlich gelb.
Gegenüber dem Eingang im Querschiff liegt der ehemalige Ausstellungsraum, in dem die Farbwerke ihre Farbprodukte vorstellten. Er war als dreischiffige Halle ausgelegt, deren sieben Meter hohe Decke von sechs Säulen getragen wurde, und erhielt seine Beleuchtung durch große, farbig verglaste Fenster an drei Seiten. Diese Architektur, wie auch die großen Fenster zur angemessenen Beleuchtung, wurde im Laufe der Zeit vielfach verändert. Bereits in den 1930er Jahren wurde der Raum in eine Gedenkstätte für die im Ersten Weltkrieg gefallenen Mitarbeiter umgestaltet. 1938 wurden die Seitenschiffe abgetrennt und durch Betondecken in mehrere Räume unterteilt, die zunächst als Telefonzentrale des Werkes und seit den 1960er Jahren als Lager- und Konferenzräume dienten. Die von Richard Scheibe geschaffene Statue eines Arbeiters, der sich die Ärmel hochkrempelt, blieb als einziges originales Ausstattungselement der Ausstellungshalle übrig.

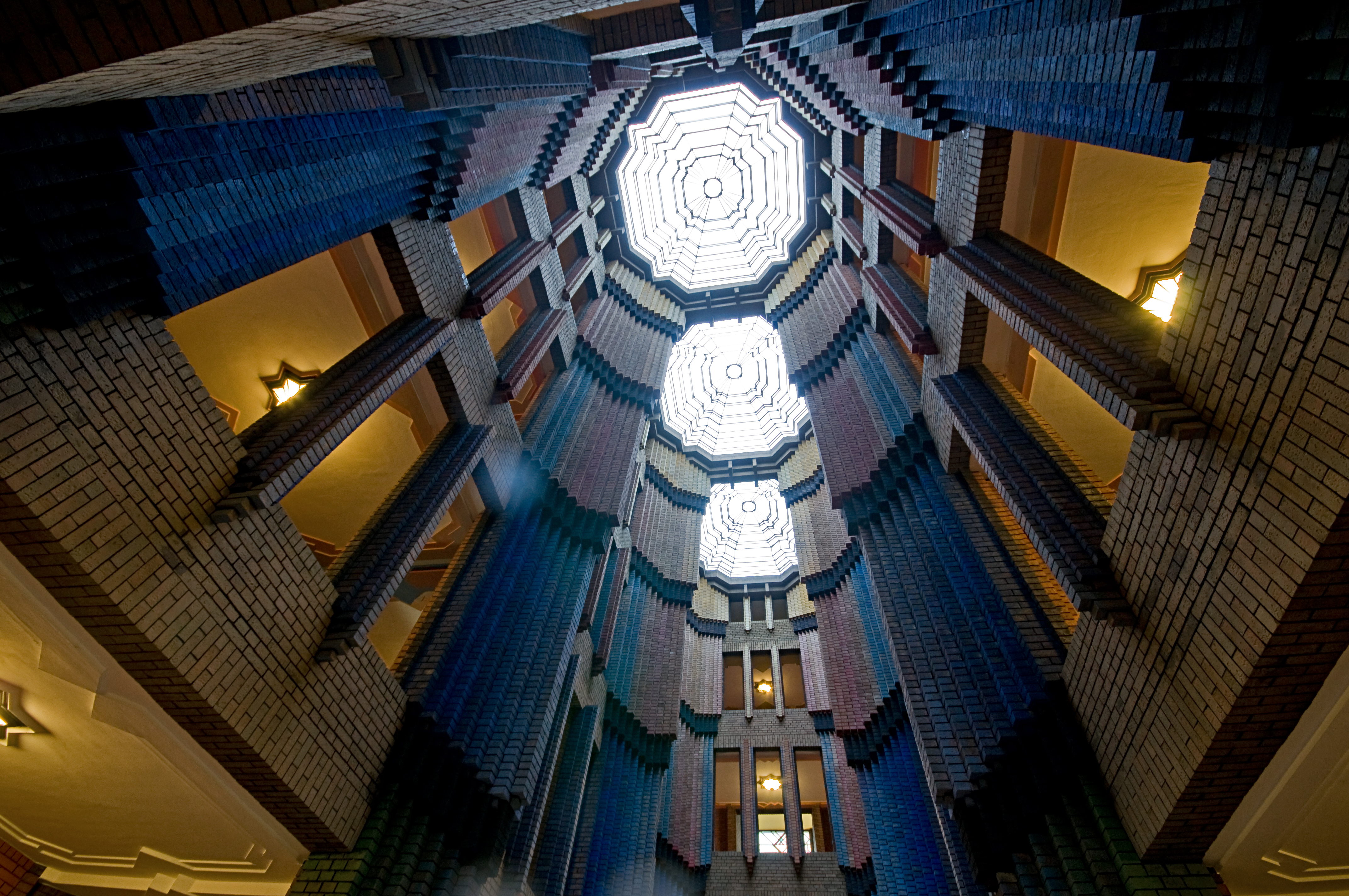
Senkrechter Blick in die Eingangshalle
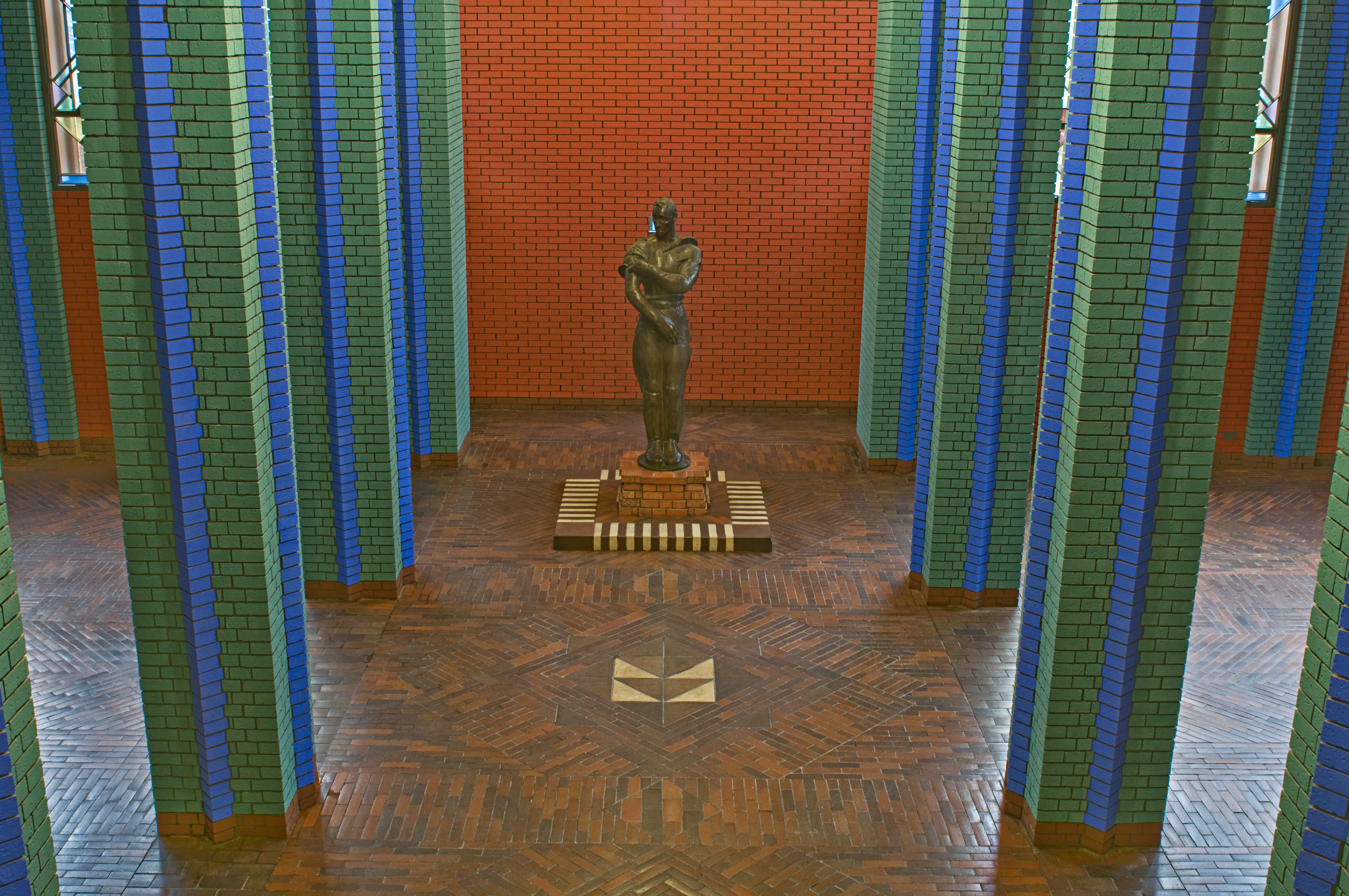
Ausstellungsraum mit der Arbeiterstatue

Von Juni bis Dezember 2007 wurde die Halle originalgetreu restauriert, Fenster und Wände nach alten Vorlagen rekonstruiert. Die kräftigen Farben der neuen Ziegel heben sich deutlich von den im Laufe der Jahrzehnte verblichenen Originalziegeln der Eingangshalle ab und vermitteln so einen Eindruck von Behrens ursprünglichen Plänen.
Die Haupttreppen befinden sich an den Enden des Langschiffs. Sie laufen über Zwischengeschosse zu den Balustraden der Haupthalle bis ins dritte Stockwerk. Mittlerweile enthält das Haupttreppenhaus auch einen Aufzug, der bis ins vierte Stockwerk reicht. Die zum Innenhof gerichteten Fenster der Zwischengeschosse sind farbig bemalt.

#### Hörsaal und Marmorsaal
Im ersten Stockwerk, über dem Ausstellungsraum, befindet sich der Hörsaal des Behrensbaus. Der Originalsaal war entsprechend dem Gesamtkonzept gestaltet und verfügte über eine aufwändige Holzvertäfelung. Nachdem er im Zweiten Weltkrieg ausbrannte, wurde er in den 1950er Jahren im Stil dieser Zeit wiederaufgebaut.

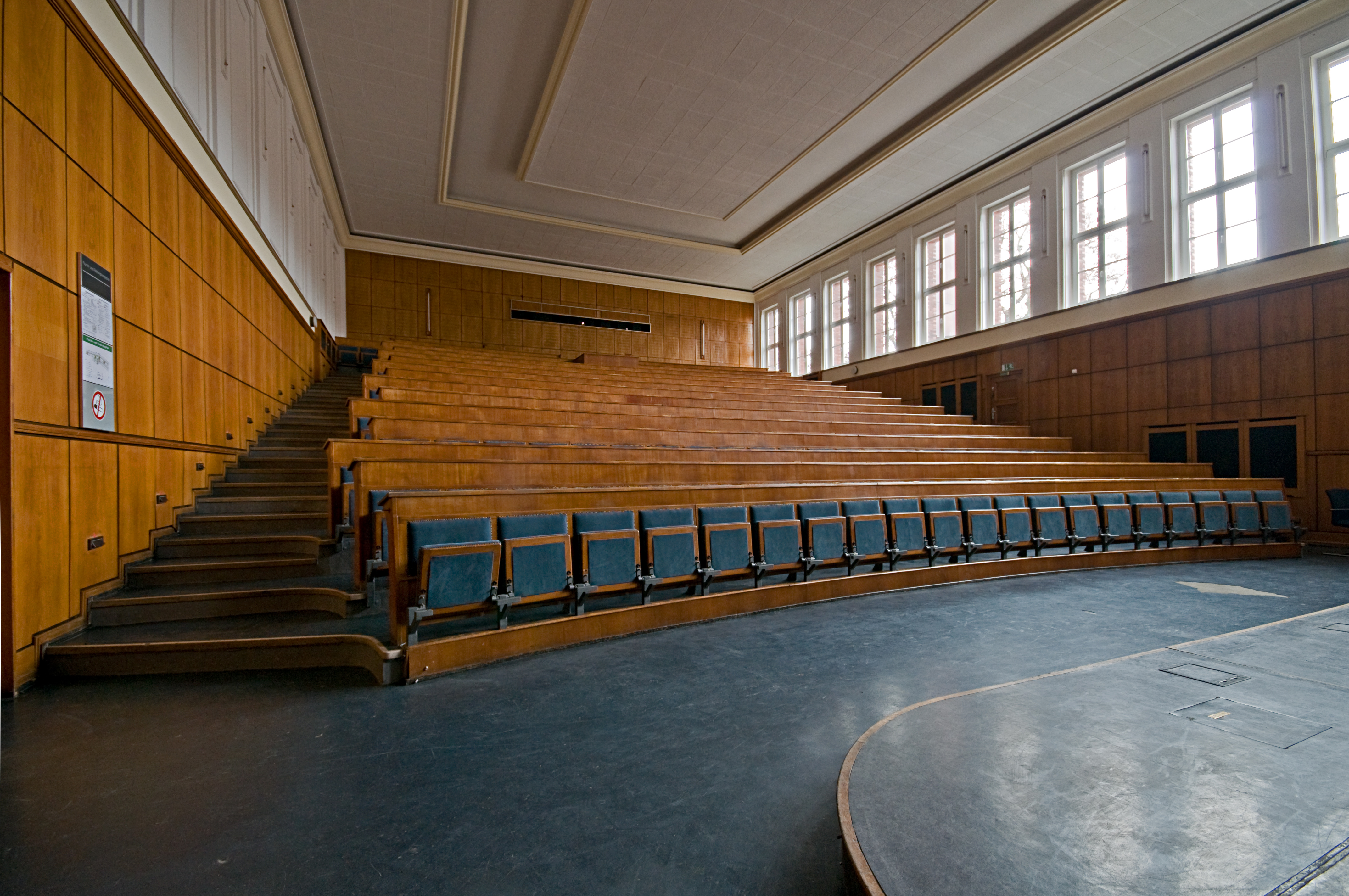
Blick von unten auf die Ränge des Hörsaals
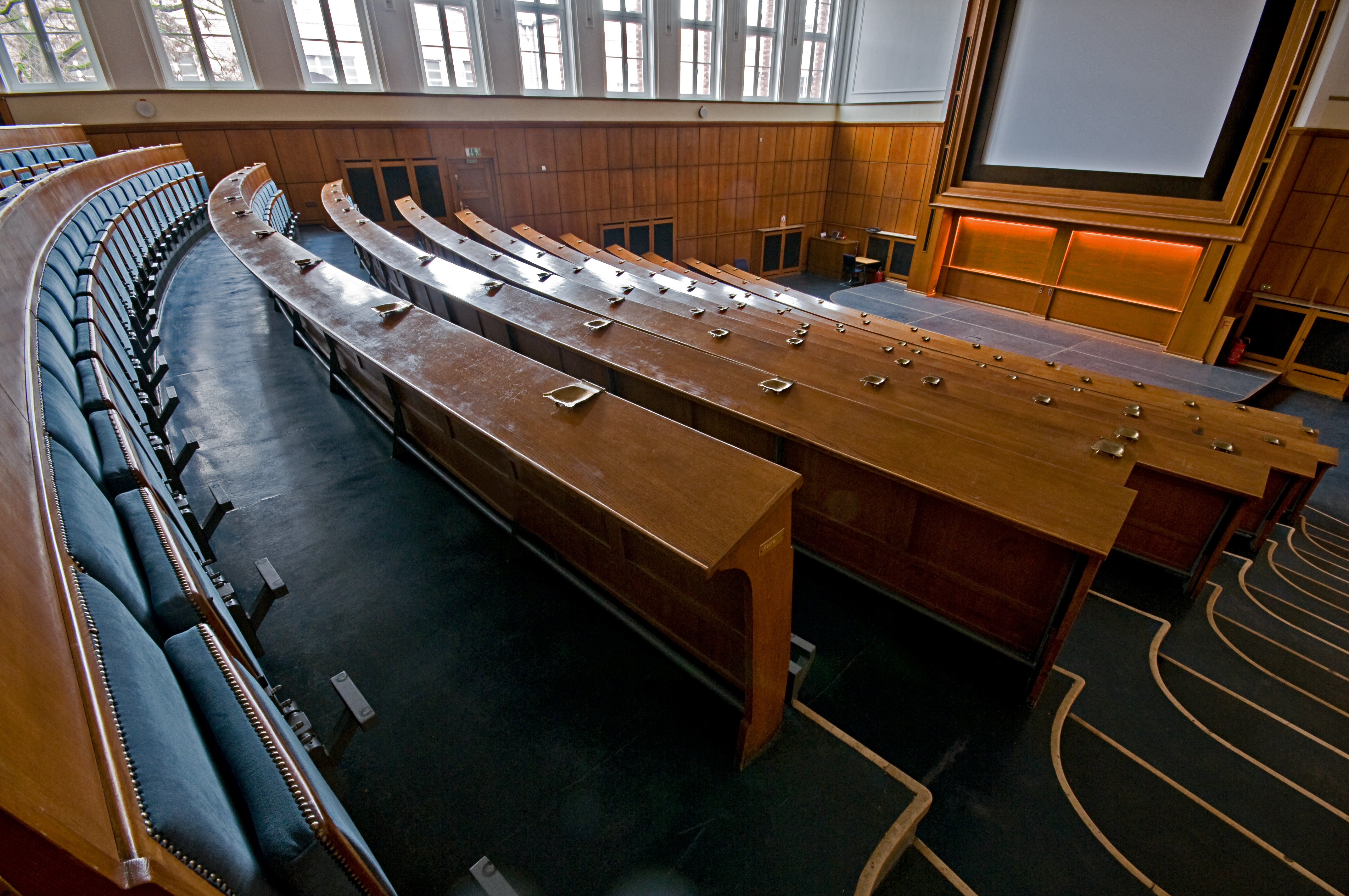
Blick nach unten von den Rängen des Hörsaals

Gegenüber, oberhalb des Eingangs, lag der so genannte Marmorsaal. Er verdankt seinen Namen der Wandverkleidung aus Travertin, die an Marmor erinnerte. Ein besonderes Ausstattungsmerkmal war der Leuchter, der ebenfalls von Behrens entworfen wurde. Ein Ausgang zur Brücke verband den Raum direkt mit dem gegenüberliegenden Vorstandsgebäude. Im Rahmen einer Umgestaltung wurde der Marmorsaal in drei einzelne Büros unterteilt, wobei auch der Leuchter verschwand.

#### Bürotrakte und Innenhof
An das Mittelbauwerk schließen die Bürotrakte an. Sie liegen rings um einen Innenhof, dessen Fassaden mit weißen Klinkern verblendet sind und so das einfallende Licht maximal in die umliegenden Gänge reflektieren. Die Gänge zu den Büros sind einfacher ausgeführt als die repräsentative Haupthalle. Dominierender Werkstoff ist Holz. In den Bürotrakten befinden sich noch zwei kleinere Nebentreppenhäuser am Ende des Ostflügels und in der Mitte des Westflügels, in beiden Treppenhäusern verkehrt noch jeweils ein Paternosteraufzug, im Westflügel auch ein Lastenaufzug. Im Nordwestflügel des Behrensbaus befanden sich ursprünglich Großraumbüros für die Zeichensäle der Technischen Abteilungen. Später wurden die Säle in zahlreiche Einzelräume unterteilt.

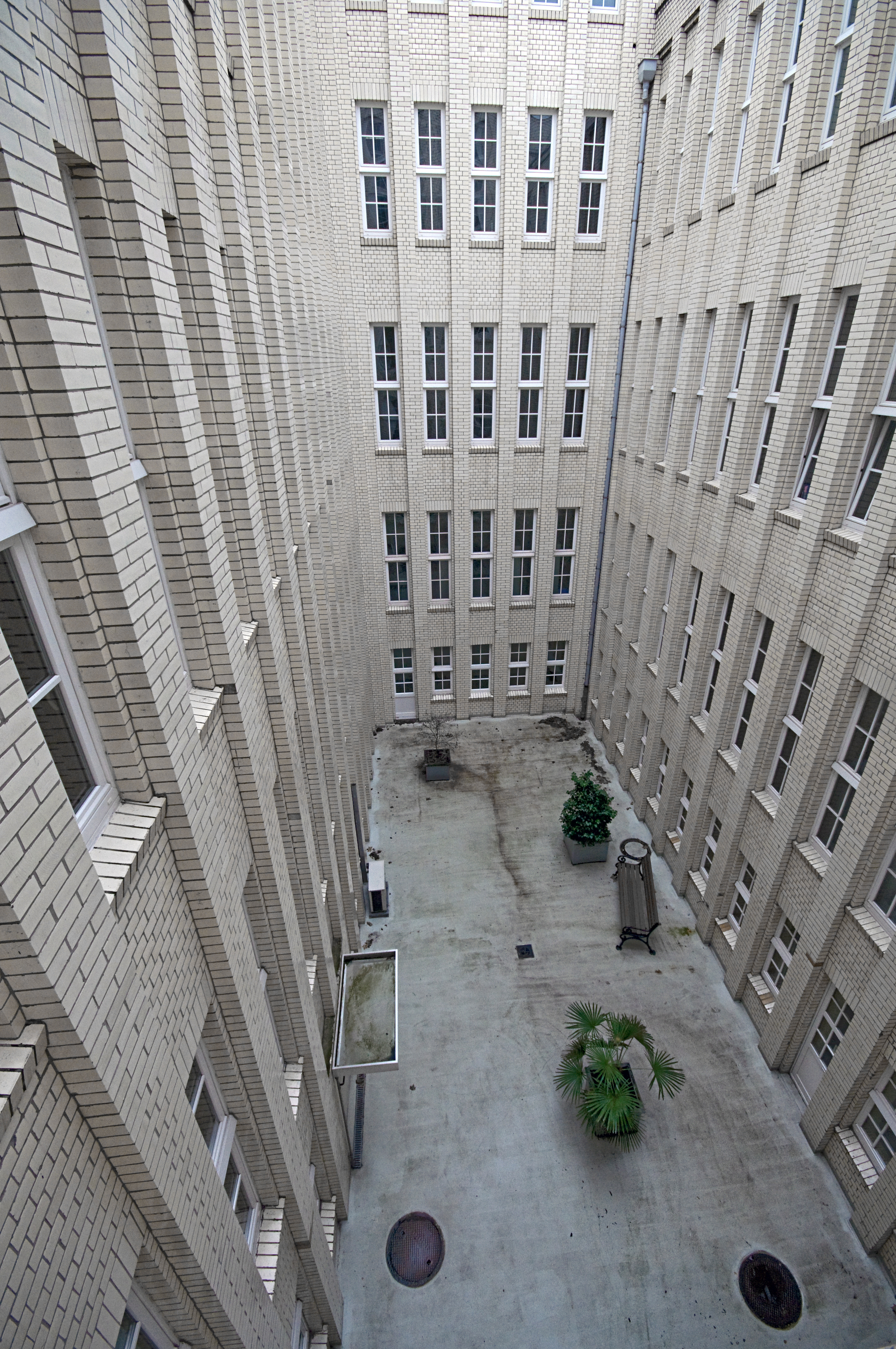
Blick in den Innenhof
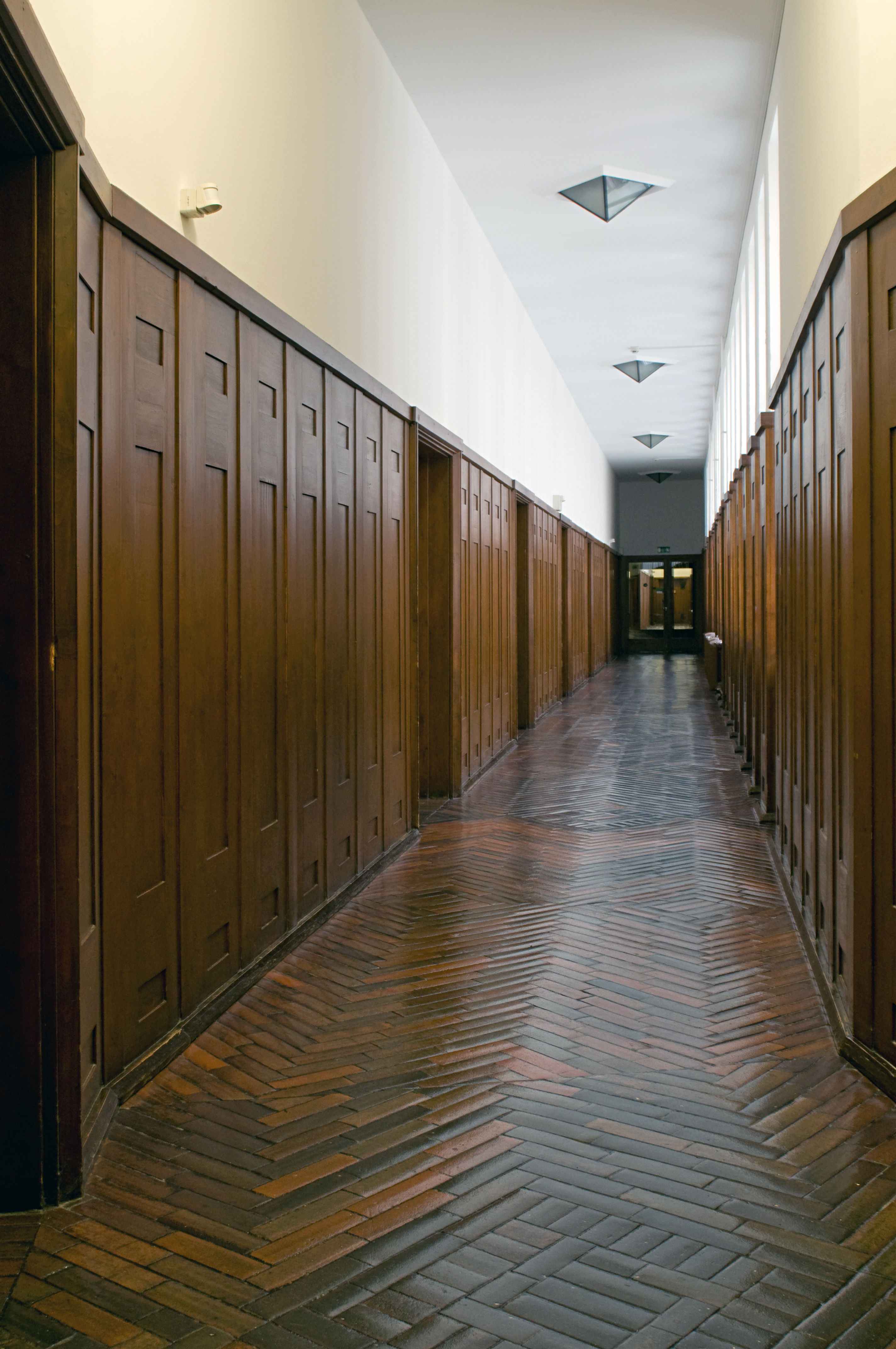
Holzgetäfelter Innengang im Bürotrakt
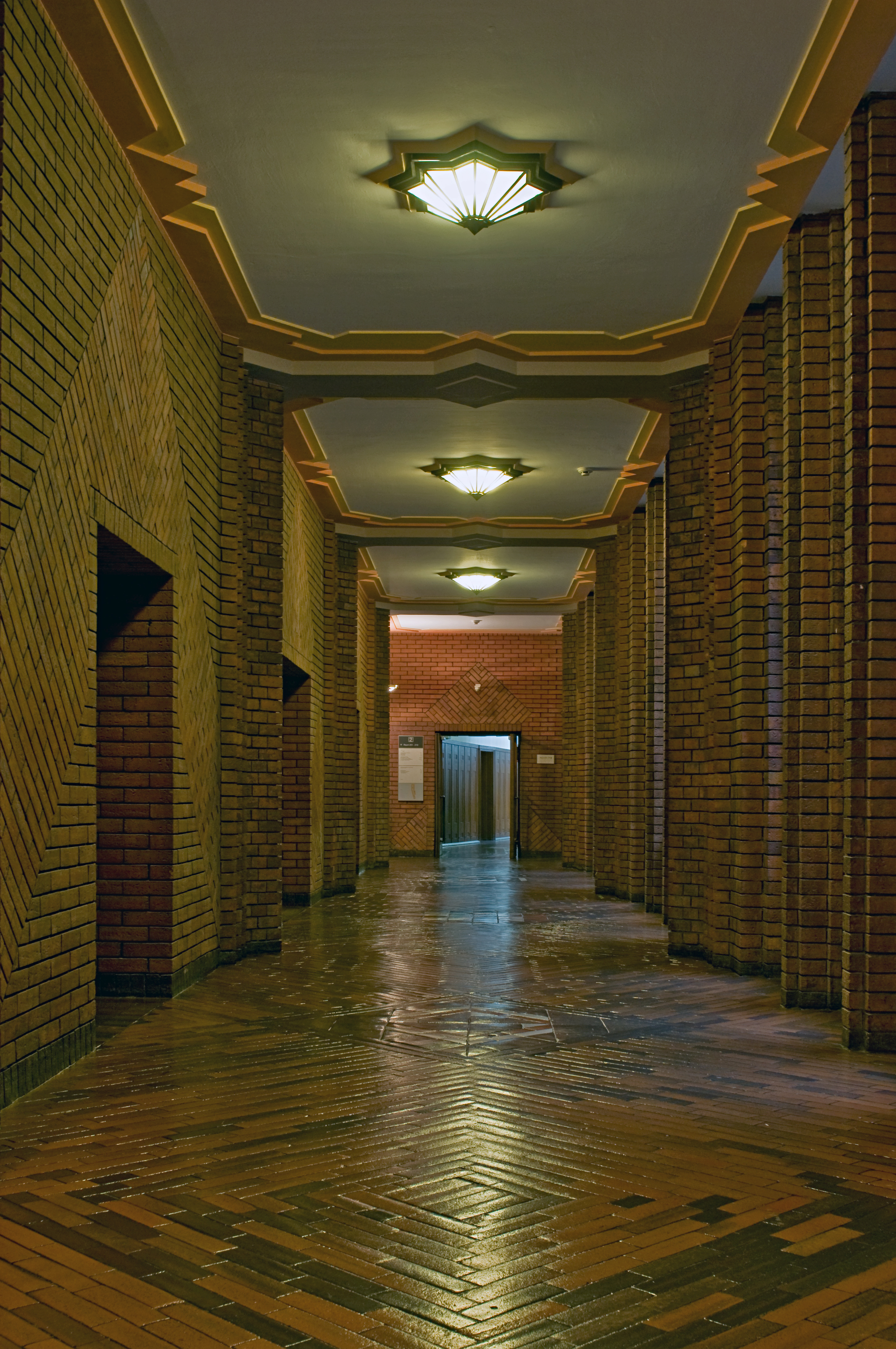
Verklinkerter Innengang um die Eingangshalle